# تييري شامبيون
تييري شامبيون (بالفرنسية: Thierry Champion)‏ مواليد 31 أغسطس 1966، هو لاعب كرة مضرب فرنسي سابق بدأ مسيرته كمحترف سنة 1989 وكان يلعب باليد اليمنى، اعتزل اللعب في 2004. أعلى تصنيف له في الفردي كان المركز الـ 44 في سنة 1991.

## وصلات خارجية
- تييري شامبيون على موقع رابطة محترفي التنس (الإنجليزية)
- تييري شامبيون على موقع الاتحاد الدولي لكرة المضرب (الإنجليزية)
- تييري شامبيون على موقع كأس ديفيز (الإنجليزية)
- تييري شامبيون على موقع بطولة ويمبلدون (الإنجليزية)
- تييري شامبيون على موقع خلاصة التنس.كوم (الإنجليزية)

- الموقع الرسمي